# Trance Visionary
Trance Visionary is een muziekalbum uitgebracht onder de naam van Wishbone Ash, maar kan beter gezien worden als een soloalbum van eerste gitarist van die muziekgroep, Andy Powell. Powell had in die jaren daarvoor Wishbone Ash geheel naar zich toegetrokken en schakelde (bijna) per album andere musici in. Mike Bennett was een bekende muziekproducent op het gebied van techno. Het boekwerkje liet een juichende en wervende tekst zien, maar dat kon niet verhinderen dat een grote schare van de Ash-fans gruwde van dit album, anderen beschouwden het als een aardig tussendoortje. In de technoscene werd wel enthousiast gereageerd, sommige nummers belandden in de technosinglelijst in het Verenigd Koninkrijk.
Opnamen vonden plaats in Far Heath Studio, Northamptonshire.

## Musici
- Andy Powell – alle muziekinstrumenten
- Tacye – zang Wonderul stash en Narcissus nervosa
- Bob Skeat – basgitaar op Wonderful stash
- Catherine Hardy – spreekstem op Powerbright

## Muziek
Alle door Powell en Bennett, behalve waar aangegeven:

| Nr. | Titel                                                    | Duur |
| --- | -------------------------------------------------------- | ---- |
| 1.  | Numerology                                               |      |
| 2.  | Wonderful Stash (Powell, Bennett, Tacye, Angus Wallace)  |      |
| 3.  | Heritage                                                 |      |
| 4.  | Interfaze                                                |      |
| 5.  | Powerbright (Black and white screen)                     |      |
| 6.  | Remnants of a Paranormal Menagerie                       |      |
| 7.  | Narcissus Nervosa (Powell, Bennet, Tacye, Angus Wallace) |      |
| 8.  | Trance Visionary                                         |      |
| 9.  | Flutterby                                                |      |
| 10. | Banner Headlines                                         |      |
| 11. | The Loner                                                |      |
| 12. | Powerbright Volition (Powell, Bennett, Warren Bassett)   |      |
| 14. | Wronged by Righteousness (Powell, Bennett, Mark Philips) |      |